# Хелм (Бохенський повіт)
Хелм (пол. Chełm) — село в Польщі, у гміні Бохня Бохенського повіту Малопольського воєводства.
Населення — 169 осіб (2011).
У 1975-1998 роках село належало до Тарновського воєводства.

## Демографія
Демографічна структура станом на 31 березня 2011 року:
|          | Загалом | Допрацездатний вік | Працездатний вік | Постпрацездатний вік |
| -------- | ------- | ------------------ | ---------------- | -------------------- |
| Чоловіки | 79      | 12                 | 55               | 12                   |
| Жінки    | 90      | 9                  | 54               | 27                   |
| Разом    | 169     | 21                 | 109              | 39                   |